# Mistrovství světa v biatlonu 2011
44. mistrovství světa v biatlonu se konalo od 3. do 13. března 2011 v ruském západosibiřském Chanty-Mansijsku.
Město o pořadatelství soupeřilo s českým Novým Městem na Moravě, které nakonec ve stejném roce uspořádalo juniorský světový šampionát. Mistrovství světa se do Chanty-Mansijsku vrátilo po 8 letech.

## Program závodů
Na programu šampionátu bylo celkem 11 závodů. Muži a ženy absolvovali sprinty, stíhací závody, vytrvalostní závody, závody s hromadným startem a štafety. Navíc také společně absolvovali závod smíšených štafet.
| Den | Datum      | Disciplína                                  | Začátek (UTC+5) | Začátek (SEČ) | Počet závodníků |
| --- | ---------- | ------------------------------------------- | --------------- | ------------- | --------------- |
| Čt  | 3. března  | Smíšená štafeta na 2 × 6 km + 2 × 7,5 km    | 16:30           | 12:30         | 27 týmů         |
| So  | 5. března  | Sprint na 10 km (muži)                      | 14:00           | 10:00         | 125             |
| So  | 5. března  | Sprint na 7,5 km (ženy)                     | 18:00           | 14:00         | 103             |
| Ne  | 6. března  | Stíhací závod na 12,5 km (muži)             | 14:00           | 10:00         | 60              |
| Ne  | 6. března  | Stíhací závod na 10 km (ženy)               | 16:30           | 12:30         | 55              |
| Út  | 8. března  | Vytrvalostní závod na 20 km (muži)          | 17:15           | 13:15         | 123             |
| St  | 9. března  | Vytrvalostní závod na 15 km (ženy)          | 17:15           | 13:15         | 96              |
| Pá  | 11. března | Štafeta na 4 × 7,5 km (muži)                | 18:00           | 14:00         | 26 týmů         |
| So  | 12. března | Závod s hromadným startem na 12,5 km (ženy) | 16:30           | 12:30         | 30              |
| So  | 12. března | Závod s hromadným startem na 15 km (muži)   | 18:30           | 14:30         | 30              |
| Ne  | 13. března | Štafeta na 4 × 6 km (ženy)                  | 15:00           | 11:00         | 20 týmů         |

## Sportovci
Šampionátu se zúčastnili závodníci ze 38 zemí. Celkem zde závodilo 351 sportovců z toho 188 mužů a 163 žen.
| Země                | Muži | Ženy |
| ------------------- | ---- | ---- |
| Austrálie           | 1    | 0    |
| Bělorusko           | 6    | 7    |
| Bosna a Hercegovina | 2    | 1    |
| Bulharsko           | 5    | 5    |
| Česko               | 5    | 5    |
| Čína                | 4    | 7    |
| Estonsko            | 6    | 5    |
| Finsko              | 5    | 5    |
| Francie             | 6    | 6    |
| Grónsko             | 4    | 1    |
| Itálie              | 5    | 5    |
| Japonsko            | 4    | 4    |
| Jižní Korea         | 8    | 8    |

| Země              | Muži | Ženy |
| ----------------- | ---- | ---- |
| Kanada            | 6    | 6    |
| Kazachstán        | 8    | 8    |
| Litva             | 6    | 5    |
| Lotyšsko          | 5    | 4    |
| Maďarsko          | 4    | 0    |
| Severní Makedonie | 4    | 1    |
| Moldavsko         | 2    | 2    |
| Německo           | 8    | 8    |
| Nizozemsko        | 3    | 1    |
| Norsko            | 8    | 8    |
| Nový Zéland       | 0    | 1    |
| Polsko            | 8    | 8    |
| Rakousko          | 6    | 4    |

| Země               | Muži | Ženy |
| ------------------ | ---- | ---- |
| Rumunsko           | 2    | 3    |
| Rusko              | 8    | 8    |
| Řecko              | 0    | 1    |
| Srbsko             | 5    | 0    |
| Slovensko          | 5    | 5    |
| Slovinsko          | 5    | 4    |
| Spojené království | 6    | 4    |
| Španělsko          | 3    | 1    |
| Švédsko            | 8    | 8    |
| Švýcarsko          | 5    | 3    |
| Ukrajina           | 7    | 7    |
| USA                | 5    | 4    |

## Medailisté

### Muži
| Disciplína                                | Zlato                                                                  | Výkon                                             | Stříbro                                                         | Výkon                                             | Bronz                                                                       | Výkon                                   |
| Vytrvalostní závod (20 km) detaily        | Tarjei Bø (NOR)                                                        | 48:29,9 (0+0+1+0)                                 | Maxim Maximov (RUS)                                             | 49:09,9 (0+0+0+0)                                 | Christoph Sumann (AUT)                                                      | 49:15,4 (0+0+0+1)                       |
| Sprint (10 km) detaily                    | Arnd Peiffer (GER)                                                     | 24:34,0 (0+1)                                     | Martin Fourcade (FRA)                                           | 24:47,0 (2+0)                                     | Tarjei Bø (NOR)                                                             | 24:59.2 (1+0)                           |
| Stíhací závod (12,5 km) detaily           | Martin Fourcade (FRA)                                                  | 33:02,6 (0+1+2+0)                                 | Emil Hegle Svendsen (NOR)                                       | 33:06,4 (0+0+1+1)                                 | Tarjei Bø (NOR)                                                             | 33:07,8 (0+0+1+1)                       |
| Závod s hromadným startem (15 km) detaily | Emil Hegle Svendsen (NOR)                                              | 38:42,7 (0+0+0+1)                                 | Jevgenij Usťugov (RUS)                                          | 38:47,7 (0+0+0+0)                                 | Lukas Hofer (ITA)                                                           | 38:57,0 (0+0+0+1)                       |
| Štafeta (4×7,5 km) detaily                | Norsko Ole Einar Bjørndalen Alexander Os Emil Hegle Svendsen Tarjei Bø | 1:16:13,5 (0+0 0+0) (0+0 1+3) (0+1 0+2) (0+1 1+3) | Rusko Anton Šipulin Jevgenij Usťugov Maxim Maximov Ivan Čerezov | 1:16:26,9 (0+1 0+1) (0+0 0+2) (0+1 0+0) (0+3 0+0) | Ukrajina Oleksandr Bilanenko Andrij Deryzemlja Serhij Semenov Serhij Sedněv | 1:18:19,8 (0+1 0+2) (0+0 0+1) (0+2 0+1) |

### Ženy
| Disciplína                                  | Zlato                                                                           | Výkon                                             | Stříbro                                                                         | Výkon                                             | Bronz                                                                                 | Výkon                                             |
| Vytrvalostní závod (15 km) detaily          | Helena Ekholmová (SWE)                                                          | 47:08,3 (0+0+0+0)                                 | Tina Bachmannová (GER)                                                          | 49:24,1 (0+2+0+0)                                 | Vita Semerenková (UKR)                                                                | 50:00.4 (1+0+0+2)                                 |
| Sprint (7,5 km) detaily                     | Magdalena Neunerová (GER)                                                       | 20:31,2 (0+0)                                     | Kaisa Mäkäräinenová (FIN)                                                       | 20:43,4 (0+0)                                     | Anastasia Kuzminová (SVK)                                                             | 21:11,2 (0+1)                                     |
| Stíhací závod (10 km) detaily               | Kaisa Mäkäräinenová (FIN)                                                       | 30:00,1 (0+0+0+0)                                 | Magdalena Neunerová (GER)                                                       | 30:21,7 (0+0+0+2)                                 | Helena Ekholmová (SWE)                                                                | 31:43,7 (0+0+0+0)                                 |
| Závod s hromadným startem (12,5 km) detaily | Magdalena Neunerová (GER)                                                       | 36:48,5 (0+1+2+1)                                 | Darja Domračevová (BLR)                                                         | 36:53,3 (2+1+0+0)                                 | Tora Bergerová (NOR)                                                                  | 37:02,5 (2+1+0+0)                                 |
| Štafeta (4×6 km) detaily                    | Německo Andrea Henkelová Miriam Gössnerová Tina Bachmannová Magdalena Neunerová | 1:13:31,1 (0+2 0+1) (0+2 2+3) (0+2 0+2) (0+1 0+0) | Francie Anaïs Bescondová Marie-Laure Brunetová Sophie Boilleyová Marie Dorinová | 1:14:18,3 (0+2 0+0) (0+0 0+0) (0+3 0+2) (0+1 0+0) | Bělorusko Naděžda Skardinová Darja Domračevová Naděžda Pisaravová Ludmila Kalinčiková | 1:15:18,5 (0+0 0+1) (0+0 0+3) (0+0 1+3) (0+0 0+1) |

### Smíšená štafeta
| Disciplína                               | Zlato                                                                        | Výkon                                             | Stříbro                                                                 | Výkon                                             | Bronz                                                                    | Výkon                                             |
| Smíšená štafeta (2×6 + 2×7,5 km) detaily | Norsko Tora Bergerová Ann Kristin Flatlandová Ole Einar Bjørndalen Tarjei Bø | 1:14:22,5 (0+1 0+0) (0+1 0+1) (0+2 0+1) (0+0 0+1) | Německo Andrea Henkelová Magdalena Neunerová Arnd Peiffer Michael Greis | 1:14:45,4 (0+2 0+0) (0+0 0+0) (0+1 0+2) (0+2 0+1) | Francie Marie-Laure Brunetová Marie Dorinová Alexis Bœuf Martin Fourcade | 1:15:38,7 (0+2 0+2) (0+0 0+3) (0+0 0+1) (0+0 0+0) |

## Medailové pořadí

### Medailové pořadí zemí
| Pořadí | Země      | Zlato | Stříbro | Bronz | Celkově |
| ------ | --------- | ----- | ------- | ----- | ------- |
| 1.     | Německo   | 4     | 3       | 0     | 7       |
| 2.     | Norsko    | 4     | 1       | 3     | 8       |
| 3.     | Francie   | 1     | 1       | 2     | 4       |
| 4.     | Finsko    | 1     | 1       | 0     | 2       |
| 5.     | Švédsko   | 1     | 0       | 1     | 2       |
| 6.     | Rusko     | 0     | 3       | 0     | 3       |
| 7.     | Ukrajina  | 0     | 1       | 2     | 3       |
| 8.     | Bělorusko | 0     | 1       | 0     | 1       |
| 9.     | Itálie    | 0     | 0       | 1     | 1       |
| 9.     | Rakousko  | 0     | 0       | 1     | 1       |
| 9.     | Slovensko | 0     | 0       | 1     | 1       |
|        | Celkem    | 11    | 11      | 11    | 33      |

### Individuální medailové pořadí
| Pořadí | Závodník                      | Zlato | Stříbro | Bronz | Celkově |
| ------ | ----------------------------- | ----- | ------- | ----- | ------- |
| 1.     | Magdalena Neunerová (GER)     | 3     | 2       | 0     | 5       |
| 2.     | Tarjei Bø (NOR)               | 3     | 0       | 2     | 5       |
| 3.     | Emil Hegle Svendsen (NOR)     | 2     | 1       | 0     | 3       |
| 4.     | Ole Einar Bjørndalen (NOR)    | 2     | 0       | 0     | 2       |
| 5.     | Martin Fourcade (FRA)         | 1     | 1       | 1     | 3       |
| 6.     | Andrea Henkelová (NOR)        | 1     | 1       | 0     | 2       |
| 6.     | Arnd Peiffer (GER)            | 1     | 1       | 0     | 2       |
| 6.     | Kaisa Mäkäräinenová (FIN)     | 1     | 1       | 0     | 2       |
| 6.     | Tina Bachmann (GER)           | 1     | 1       | 0     | 2       |
| 10.    | Helena Ekholmová (SWE)        | 1     | 0       | 1     | 2       |
| 10.    | Tora Bergerová (NOR)          | 1     | 0       | 1     | 2       |
| 12.    | Alexander Os (NOR)            | 1     | 0       | 0     | 1       |
| 12.    | Ann Kristin Flatlandová (NOR) | 1     | 0       | 0     | 1       |
| 12.    | Miriam Gössnerová (GER)       | 1     | 0       | 0     | 1       |
| 15.    | Valentyna Semerenková (UKR)   | 0     | 2       | 1     | 3       |
| 16.    | Jevgenij Usťugov (RUS)        | 0     | 2       | 0     | 2       |
| 16.    | Maxim Maximov (RUS)           | 0     | 2       | 0     | 2       |
| 18.    | Anton Šipulin (RUS)           | 0     | 1       | 0     | 1       |
| 18.    | Darja Domračevová (BLR)       | 0     | 1       | 0     | 1       |
| 18.    | Ivan Čerezov (RUS)            | 0     | 1       | 0     | 1       |
| 18.    | Michael Greis (GER)           | 0     | 1       | 0     | 1       |
| 18.    | Oksana Chvostenko (UKR)       | 0     | 1       | 0     | 1       |
| 18.    | Olena Pidhrušná (UKR)         | 0     | 1       | 0     | 1       |
| 24.    | Marie Dorinová (FRA)          | 0     | 0       | 2     | 2       |
| 24.    | Marie-Laure Brunetová (FRA)   | 0     | 0       | 2     | 2       |
| 26.    | Alexis Bœuf (FRA)             | 0     | 0       | 1     | 1       |
| 26.    | Anaïs Bescondová (FRA)        | 0     | 0       | 1     | 1       |
| 26.    | Anastasia Kuzminová (SVK)     | 0     | 0       | 1     | 1       |
| 26.    | Andrij Deryzemlja (UKR)       | 0     | 0       | 1     | 1       |
| 26.    | Christoph Sumann (AUT)        | 0     | 0       | 1     | 1       |
| 26.    | Lukas Hofer (ITA)             | 0     | 0       | 1     | 1       |
| 26.    | Oleksandr Bilanenko (UKR)     | 0     | 0       | 1     | 1       |
| 26.    | Serhij Sedněv (UKR)           | 0     | 0       | 1     | 1       |
| 26.    | Serhij Semenov (UKR)          | 0     | 0       | 1     | 1       |
| 26.    | Sophie Boilleyová (FRA)       | 0     | 0       | 1     | 1       |
|        | Celkem                        | 20    | 20      | 20    | 60      |

## Výsledky

### Muži

#### Sprint
Závodníci absolvují trať dlouhou 10 km se dvěma střeleckými položkami – první vleže, druhou vestoje; za každý minutý terč závodníci absolvují trestné kolo.
Startovalo 125 závodníků ze 36 zemí / všichni dokončili.
| Pořadí           | Závodník            | Stát     | Čas      | TK |
| ---------------- | ------------------- | -------- | -------- | -- |
| Zlatá medaile    | Arnd Peiffer        | Německo  | 24:34,0  | 1  |
| Stříbrná medaile | Martin Fourcade     | Francie  | + 13,0   | 2  |
| Bronzová medaile | Tarjei Bø           | Norsko   | + 25,2   | 1  |
| 4.               | Andrej Makovejev    | Rusko    | + 30,0   | 0  |
| 5.               | Emil Hegle Svendsen | Norsko   | + 30,4   | 2  |
| 6.               | Andreas Birnbacher  | Německo  | + 31,8   | 1  |
| 7.               | Christoph Stephan   | Německo  | + 34,8   | 1  |
| 8.               | Edgars Piksons      | Lotyšsko | + 42,9   | 1  |
| 9.               | Michael Greis       | Německo  | + 53,4   | 2  |
| 10.              | Andrij Deryzemlja   | Ukrajina | + 54,9   | 1  |
| …                |                     |          |          |    |
| 12.              | Michal Šlesingr     | Česko    | + 58,9   | 1  |
| 40.              | Zdeněk Vítek        | Česko    | + 2:05,6 | 2  |
| 76.              | Jaroslav Soukup     | Česko    | + 3:24,2 | 4  |
| 82.              | Ondřej Moravec      | Česko    | + 3:39,1 | 5  |

#### Stíhací závod
Do stíhacího závodu se kvalifikuje prvních 60 závodníků ze sprintu. Absolvují trať o délce 12,5 km se čtyřmi střeleckými položkami v pořadí: vleže, vleže, vestoje, vestoje; za každý minutý terč závodníci absolvují trestné kolo.
Na start nastoupilo 60 závodníků z 23 zemí / 1 závodník byl dostižen o 1 okruh.
| Pořadí           | SČ | Závodník            | Stát     | Čas      | TK |
| ---------------- | -- | ------------------- | -------- | -------- | -- |
| Zlatá medaile    | 2  | Martin Fourcade     | Francie  | 33:02,6  | 3  |
| Stříbrná medaile | 5  | Emil Hegle Svendsen | Norsko   | + 3,8    | 2  |
| Bronzová medaile | 3  | Tarjei Bø           | Norsko   | + 5,2    | 2  |
| 4.               | 1  | Arnd Peiffer        | Německo  | + 5,8    | 2  |
| 5.               | 6  | Andreas Birnbacher  | Německo  | + 1:04,0 | 2  |
| 6.               | 13 | Simon Fourcade      | Francie  | + 1:23,7 | 1  |
| 7.               | 10 | Andrij Deryzemlja   | Ukrajina | + 1:30,3 | 2  |
| 8.               | 12 | Michal Šlesingr     | Česko    | + 1:35,0 | 4  |
| 9.               | 16 | Lukas Hofer         | Itálie   | + 1:36,9 | 4  |
| 10.              | 23 | Björn Ferry         | Švédsko  | + 1:37,0 | 3  |
| …                |    |                     |          |          |    |
| 39.              | 40 | Zdeněk Vítek        | Česko    | + 3:46,2 | 3  |

#### Vytrvalostní závod
Závodníci absolvují trať dlouhou 20 km se čtyřmi střeleckými položkami v pořadí: vleže, vestoje, vleže a vestoje; za každý minutý terč je závodníkovi do výsledného času započtena jedna trestná minuta.
Startovalo 123 závodníků ze 36 zemí / 2 nedokončili.
| Pořadí           | Závodník             | Stát     | Čas      | TM |
| ---------------- | -------------------- | -------- | -------- | -- |
| Zlatá medaile    | Tarjei Bø            | Norsko   | 48:29,9  | 1  |
| Stříbrná medaile | Maxim Maximov        | Rusko    | + 40,0   | 0  |
| Bronzová medaile | Christoph Sumann     | Rakousko | + 45,5   | 1  |
| 4.               | Emil Hegle Svendsen  | Norsko   | + 49,7   | 2  |
| 5.               | Björn Ferry          | Švédsko  | + 1:16,9 | 1  |
| 6.               | Ole Einar Bjørndalen | Norsko   | + 1:24,3 | 1  |
| 7.               | Michael Greis        | Německo  | + 1:25,5 | 1  |
| 8.               | Andreas Birnbacher   | Německo  | + 1:27,5 | 1  |
| 9.               | Maxim Čudov          | Rusko    | + 1:40,7 | 0  |
| 10.              | Martin Fourcade      | Francie  | + 1:46,2 | 3  |
| …                |                      |          |          |    |
| 12.              | Michal Šlesingr      | Česko    | + 2:00,4 | 2  |
| 28.              | Zdeněk Vítek         | Česko    | + 3:33,0 | 2  |
| 55.              | Tomáš Holubec        | Česko    | + 5:47,1 | 2  |
| 79.              | Jaroslav Soukup      | Česko    | + 7:48,5 | 6  |

#### Závod s hromadným startem
Do závodu s hromadným startem se automaticky kvalifikují závodníci, kteří na mistrovství světa získali individuální medaili, a závodníci z první patnáctky světového poháru. Zbylá místa (do celkového počtu 30) jsou obsazena závodníky podle získaných bodů do světového poháru ze třech předchozích individuálních závodů na mistrovství světa. Závodníci absolvují trať dlouhou 15 km se čtyřmi střeleckými položkami v pořadí vleže, vleže, vestoje, vestoje; za každý minutý terč absolvují trestné kolo.
Nastoupilo 30 závodníků / všichni dokončili.
| Pořadí           | Závodník             | Stát     | Čas      | TK |
| ---------------- | -------------------- | -------- | -------- | -- |
| Zlatá medaile    | Emil Hegle Svendsen  | Norsko   | 38:42,7  | 1  |
| Stříbrná medaile | Jevgenij Usťugov     | Rusko    | + 5,0    | 0  |
| Bronzová medaile | Lukas Hofer          | Itálie   | + 14,3   | 1  |
| 4.               | Tarjei Bø            | Norsko   | + 23,3   | 2  |
| 5.               | Ivan Čerezov         | Rusko    | + 24,2   | 1  |
| 6.               | Ole Einar Bjørndalen | Norsko   | + 28,8   | 1  |
| 7.               | Andrej Makovejev     | Rusko    | + 49,8   | 0  |
| 8.               | Arnd Peiffer         | Německo  | + 53,7   | 3  |
| 9.               | Simon Eder           | Rakousko | + 54,2   | 2  |
| 10.              | Martin Fourcade      | Francie  | + 54,8   | 3  |
| …                |                      |          |          |    |
| 26.              | Michal Šlesingr      | Česko    | + 3:21,7 | 6  |

#### Štafeta
Štafeta je čtyřčlenná, každý závodník absolvuje úsek dlouhý 7,5 km se dvěma střelbami – vleže a vestoje. Pokud závodník pěti náboji nesrazí všechny terče, může na každé střelbě až tři další náboje ručně dobít. Pokud ani po jejich použití nezasáhl všechny terče, absolvuje příslušný počet trestných kol.
Startovalo 26 štafet.
| Pořadí           | Stát                   | Složení                                                                  | Čas       | TK+D |
| ---------------- | ---------------------- | ------------------------------------------------------------------------ | --------- | ---- |
| Zlatá medaile    | Norsko                 | Ole Einar Bjørndalen Alexander Os Emil Hegle Svendsen Tarjei Bø          | 1:16:13,9 | 2+10 |
| Stříbrná medaile | Rusko                  | Anton Šipulin Jevgenij Usťugov Maxim Maximov Ivan Čerezov                | + 13,4    | 0+8  |
| Bronzová medaile | Ukrajina               | Oleksandr Bilanenko Andrij Deryzemlja Serhij Semenov Serhij Sedněv       | + 28,0    | 0+10 |
| 4.               | Švédsko                | Fredrik Lindström Magnus Jonsson Carl Johan Bergman Björn Ferry          | + 31,8    | 0+15 |
| 5.               | Itálie                 | Christian De Lorenzi René-Laurent Vuillermoz Lukas Hofer Markus Windisch | + 38,1    | 1+11 |
| 6.               | Spojené státy americké | Lowell Bailey Jay Hakkinen Tim Burke Leif Nordgren                       | + 38,1    | 0+14 |
| 7.               | Německo                | Christoph Stephan Andreas Birnbacher Arnd Peiffer Michael Greis          | + 51,4    | 3+16 |
| 8.               | Slovinsko              | Peter Dokl Janez Marič Vasja Rupnik Klemen Bauer                         | + 1:09,0  | 1+7  |
| …                |                        |                                                                          |           |      |
| 10.              | Česko                  | Jaroslav Soukup Zdeněk Vítek Ondřej Moravec Michal Šlesingr              | + 1:30,9  | 0+13 |

### Ženy

#### Sprint
Závodnice absolvují trať o délce 7,5 km se dvěma střeleckými položkami – první vleže, druhou vestoje; za každý minutý terč absolvují trestné kolo.
Startovalo 103 závodnic ze 32 zemí / 1 závodnice nedokončila.
| Pořadí           | Závodnice             | Stát      | Čas      | TK |
| ---------------- | --------------------- | --------- | -------- | -- |
| Zlatá medaile    | Magdalena Neunerová   | Německo   | 20:31,2  | 0  |
| Stříbrná medaile | Kaisa Mäkäräinenová   | Finsko    | + 12,2   | 0  |
| Bronzová medaile | Anastasia Kuzminová   | Slovensko | + 40,0   | 1  |
| 4.               | Olga Zajcevová        | Rusko     | + 47,7   | 0  |
| 5.               | Helena Ekholmová      | Švédsko   | + 1:01,0 | 0  |
| 6.               | Jekatěrina Jurlovová  | Rusko     | + 1:16,3 | 0  |
| 7.               | Tora Bergerová        | Norsko    | + 1:23,0 | 2  |
| 8.               | Marie Dorinová        | Francie   | + 1:31,7 | 0  |
| 9.               | Miriam Gössnerová     | Německo   | + 1:35,7 | 2  |
| 10.              | Valentyna Semerenková | Ukrajina  | + 1:38,4 | 1  |
| …                |                       |           |          |    |
| 25.              | Gabriela Soukalová    | Česko     | + 2:09,6 | 1  |
| =55              | Veronika Vítková      | Česko     | + 3:51,1 | 3  |
| 62.              | Barbora Tomešová      | Česko     | + 4:03,7 | 2  |
| 71.              | Zdeňka Vejnarová      | Česko     | + 4:22,6 | 3  |

#### Stíhací závod
Do stíhacího závodu se kvalifikuje prvních 60 závodnic ze sprintu. Absolvují trať o délce 10 km se čtyřmi střeleckými položkami v pořadí: vleže, vleže, vestoje, vestoje; za každý minutý terč závodnice absolvují trestné kolo.
Na start nastoupilo 55 závodnic z 24 zemí / 14 závodnic bylo dostiženo o 1 okruh.
| Pořadí           | SČ | Závodnice           | Stát      | Čas      | TK |
| ---------------- | -- | ------------------- | --------- | -------- | -- |
| Zlatá medaile    | 2  | Kaisa Mäkäräinenová | Finsko    | 30:00,1  | 0  |
| Stříbrná medaile | 1  | Magdalena Neunerová | Německo   | + 21,6   | 2  |
| Bronzová medaile | 5  | Helena Ekholmová    | Švédsko   | + 1:43,6 | 0  |
| 4.               | 20 | Andrea Henkelová    | Německo   | + 2:00,7 | 0  |
| 5.               | 7  | Tora Bergerová      | Norsko    | + 2:29,0 | 2  |
| 6.               | 3  | Anastasia Kuzminová | Slovensko | + 2:59,9 | 6  |
| 7.               | 9  | Miriam Gössnerová   | Německo   | + 3:12,3 | 4  |
| 8.               | 17 | Jana Gereková       | Slovensko | + 3:15,7 | 3  |
| 9.               | 28 | Dorothea Wiererová  | Itálie    | + 3:17,2 | 0  |
| 10.              | 6  | Jekatěrina Jurlova  | Rusko     | + 3:24,5 | 3  |
| …                |    |                     |           |          |    |
| 22.              | 25 | Gabriela Soukalová  | Česko     | + 4:30,4 | 3  |
| 34.              | 56 | Veronika Vítková    | Česko     | + 6:12,9 | 1  |

#### Vytrvalostní závod
Závodnice absolvují trať o délce 15 km se čtyřmi střeleckými položkami v pořadí: vleže, vestoje, vleže a vestoje; za každý minutý terč je závodnici do výsledného času započtena jedna trestná minuta.
Startovalo 96 závodnic ze 32 zemí / 3 nedokončily. Závod a jeho výsledky výrazně ovlivnily měnící se větrné podmínky.
| Pořadí           | Závodnice           | Stát      | Čas      | TM |
| ---------------- | ------------------- | --------- | -------- | -- |
| Zlatá medaile    | Helena Ekholmová    | Švédsko   | 47:08,3  | 0  |
| Stříbrná medaile | Tina Bachmann       | Německo   | + 2:15,8 | 2  |
| Bronzová medaile | Vita Semerenková    | Ukrajina  | + 2:52,1 | 3  |
| 4.               | Naděžda Skardinová  | Bělorusko | + 3:01,7 | 1  |
| 5.               | Magdalena Neunerová | Německo   | + 3:16,6 | 5  |
| 6.               | Marie Dorinová      | Francie   | + 3:49,4 | 3  |
| 7.               | Jekatěrina Jurlova  | Rusko     | + 4:20,9 | 3  |
| 8.               | Veronika Vítková    | Česko     | + 4:35,2 | 2  |
| 9.               | Anastasia Kuzminová | Slovensko | + 4:36,5 | 5  |
| 10.              | Tora Bergerová      | Norsko    | + 4:44,7 | 5  |
| …                |                     |           |          |    |
| 35.              | Barbora Tomešová    | Česko     | + 7:32,2 | 4  |
| 47.              | Gabriela Soukalová  | Česko     | + 9:30,9 | 7  |
| 52.              | Zdeňka Vejnarová    | Česko     | + 9:56,2 | 6  |

#### Závod s hromadným startem
Do závodu s hromadným startem se automaticky kvalifikují závodnice, které na mistrovství světa získaly individuální medaili, a závodnice z první patnáctky světového poháru. Zbylá místa (do celkového počtu 30) jsou obsazena závodnicemi podle získaných bodů do světového poháru ze třech předchozích individuálních závodů na mistrovství světa. Závodnice absolvují trať dlouhou 12,5 km se čtyřmi střeleckými položkami v pořadí vleže, vleže, vestoje, vestoje; za každý minutý terč absolvují trestné kolo.
Nastoupilo 30 závodnic / všechny dokončily.
| Pořadí           | Závodnice             | Stát      | Čas      | TK |
| ---------------- | --------------------- | --------- | -------- | -- |
| Zlatá medaile    | Magdalena Neunerová   | Německo   | 36:48,5  | 4  |
| Stříbrná medaile | Darja Domračevová     | Bělorusko | + 4,8    | 3  |
| Bronzová medaile | Tora Bergerová        | Norsko    | + 14,0   | 3  |
| 4.               | Kaisa Mäkäräinenová   | Finsko    | + 24,2   | 3  |
| 5.               | Teja Gregorinová      | Slovinsko | + 24,9   | 1  |
| 6.               | Olga Zajcevová        | Rusko     | + 31,6   | 2  |
| 7.               | Helena Ekholmová      | Švédsko   | + 34,7   | 2  |
| 8.               | Marie Dorinová        | Francie   | + 39,8   | 1  |
| 9.               | Marie-Laure Brunetová | Francie   | + 44,1   | 2  |
| 10.              | Anastasia Kuzminová   | Slovensko | + 44,6   | 3  |
| …                |                       |           |          |    |
| 30.              | Veronika Vítková      | Česko     | + 5:44,9 | 6  |

#### Štafeta
Štafeta je čtyřčlenná, každá závodnice absolvuje úsek dlouhý 6 km se dvěma střelbami – vleže a vestoje. Pokud závodnice pěti náboji nesrazí všechny terče, může na každé střelbě až tři další náboje ručně dobít. Pokud ani po jejich použití nezasáhl všechny terče, absolvuje příslušný počet trestných kol.
Startovalo 20 štafet.
| Pořadí           | Stát      | Složení                                                                               | Čas       | TK+D |
| ---------------- | --------- | ------------------------------------------------------------------------------------- | --------- | ---- |
| Zlatá medaile    | Německo   | Andrea Henkelová Miriam Gössnerová Tina Bachmann Magdalena Neunerová                  | 1:13:31,1 | 2+13 |
| Stříbrná medaile | Ukrajina  | Valentyna Semerenková Vita Semerenková Olena Pidhrušná Oksana Chvostenko              | + 24,5    | 0+4  |
| Bronzová medaile | Francie   | Anaïs Bescondová Marie-Laure Brunetová Sophie Boilleyová Marie Dorinová               | + 47,2    | 0+9  |
| 4.               | Bělorusko | Naděžda Skardinová Darja Domračevová Nadzeja Pisarava Ljudmila Kalinčyk               | + 1:47,4  | 1+6  |
| 5.               | Itálie    | Michela Ponzaová Karin Oberhoferová Katja Haller Dorothea Wiererová                   | + 2:42,7  | 1+7  |
| 6.               | Norsko    | Synnøve Solemdalová Ann Kristin Flatlandová Fanny Hornová Birkelandová Tora Bergerová | + 2:53,1  | 2+14 |
| 7.               | Švédsko   | Jenny Jonsson Anna Carin Zideková Anna Maria Nilsson Helena Ekholmová                 | + 3:04,0  | 0+9  |
| 8.               | Slovensko | Anastasia Kuzminová Jana Gereková Martina Chrapánová Martina Halinárová               | + 4:12,7  | 1+12 |
| …                |           |                                                                                       |           |      |
| 12.              | Česko     | Veronika Vítková Gabriela Soukalová Barbora Tomešová Zdeňka Vejnarová                 | + 5:42,7  | 4+14 |

### Smíšené disciplíny

#### Smíšená štafeta
Ve štafetě startují 2 muži a 2 ženy. Nejprve obě ženy absolvují šestikilometrový úsek se dvěma střelbami, vleže a vestoje, poté nastupují oba muži na úsek dlouhý 7,5 km. Pokud závodník pěti náboji nesrazí všechny terče, může na každé střelbě až tři další náboje ručně dobít. Pokud ani po jejich použití nezasáhl všechny terče, absolvuje příslušný počet trestných kol.
Startovalo 27 štafet.
| Pořadí           | Stát     | Složení                                                               | Čas       | TK+D |
| ---------------- | -------- | --------------------------------------------------------------------- | --------- | ---- |
| Zlatá medaile    | Norsko   | Tora Bergerová Ann Kristin Flatlandová Ole Einar Bjørndalen Tarjei Bø | 1:14:22,5 | 0+7  |
| Stříbrná medaile | Německo  | Andrea Henkelová Magdalena Neunerová Arnd Peiffer Michael Greis       | + 22,9    | 0+8  |
| Bronzová medaile | Francie  | Marie-Laure Brunetová Marie Dorinová Alexis Bœuf Martin Fourcade      | + 1:16,2  | 0+8  |
| 4.               | Švédsko  | Helena Ekholmová Anna Carin Zideková Björn Ferry Carl Johan Bergman   | + 1:35,8  | 1+10 |
| 5.               | Itálie   | Michela Ponzaová Katja Haller Christian De Lorenzi Lukas Hofer        | + 1:55,1  | 0+9  |
| 6.               | Rusko    | Svetlana Slepcova Olga Zajcevová Jevgenij Usťugov Ivan Čerezov        | + 3:08,4  | 3+11 |
| 7.               | Rakousko | Iris Waldhuber Ramona Düringer Dominik Landertinger Christoph Sumann  | + 3:17,0  | 1+10 |
| 8.               | Ukrajina | Oksana Chvostenko Vita Semerenková Oleksandr Bilanenko Serhij Semenov | + 3:20,4  | 1+9  |
| …                |          |                                                                       |           |      |
| 11.              | Česko    | Veronika Vítková Gabriela Soukalová Zdeněk Vítek Ondřej Moravec       | + 4:07,1  | 0+12 |